# Ségrie-Fontaine
Pour les articles homonymes, voir Fontaine.
Ségrie-Fontaine est une ancienne commune française, située dans le département de l'Orne en région Normandie, devenue le 1er janvier 2016 une commune déléguée au sein de la commune nouvelle d'Athis-Val de Rouvre.
Elle est peuplée de 401 habitants.

## Géographie
La commune est en Suisse normande. Son bourg est à 6,5 km au sud de Pont-d'Ouilly, à 9 km à l'est d'Athis-de-l'Orne et à 20 km au nord-ouest de Putanges-Pont-Écrepin.
Le point culminant (211 m) se situe à l'ouest, au sommet d'une colline près du lieu-dit le Logis. Le point le plus bas (59 m) correspond à la sortie de la Rouvre du territoire, au nord. La commune est bocagère.

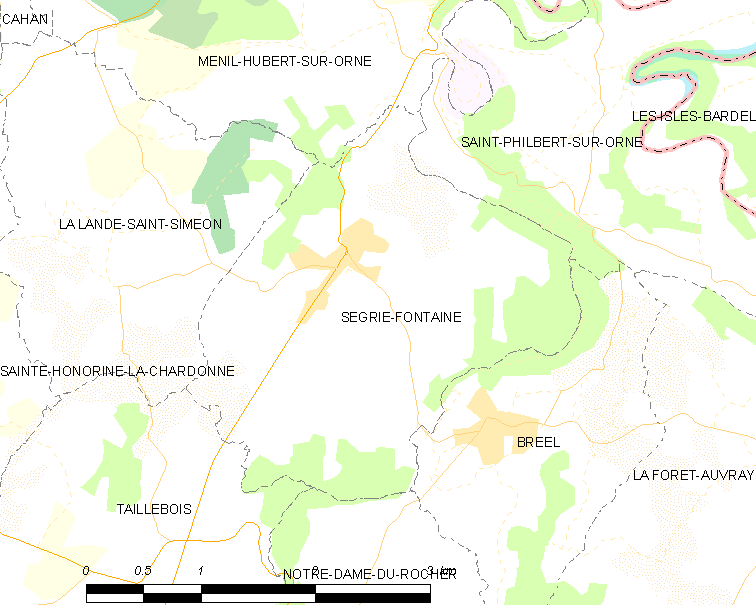
Carte de Ségrie-Fontaine et des communes alentour.

| La Lande-Saint-Siméon                          | Ménil-Hubert-sur-Orne                                    | Saint-Philbert-sur-Orne                   |
| La Lande-Saint-Siméon                          | Ségrie-Fontaine                                          | Bréel (comm. nouv. d'Athis-Val de Rouvre) |
| Taillebois (comm. nouv. d'Athis-Val de Rouvre) | Notre-Dame-du-Rocher (comm. nouv. d'Athis-Val de Rouvre) | Bréel (comm. nouv. d'Athis-Val de Rouvre) |

## Toponymie
Le nom de la localité est attesté sous la forme Secretus Fons au XIIIe siècle.
Le toponyme est d'une part issu du latin fons, fontana (« source ») et, d'autre part issu, soit d'un anthroponyme germanique Sygiricus (Sigeric), soit du latin sacer (« sacré »).
Si l'on privilégie l'hypothèse d'origine entièrement latine, le nom de Ségrie-Fontaine signifie donc « source sacrée ».
Le gentilé est Fontenoise, Fontenois.

## Histoire
Sous l'Ancien Régime, Ségrie est un prieuré-cure prémontré dépendant de l'abbaye d'Ardenne. Il faisait partie du diocèse de Bayeux, de l'archidiaconé de Bayeux et du doyenné de Condé.
Le marquis de Ségrie, Fouasse de Noiville, a construit un château sur la commune, à côté du manoir médiéval du Vieux Logis, comparable à celui de Thury-Harcourt. Le château a été achevé par son fils en 1789. Il a cependant été saccagé lors de la Révolution française. Selon la légende, le marquis, enfermé dans l'une de ses chambres, n'a dû son salut qu'à l'un de ses fidèles serviteurs, Joseph Robert. Ils se sont échappés par un souterrain qui partait du château. À la sortie du tunnel, ils se sont retrouvés en pleine campagne, échappant ainsi à la surveillance des manants regroupés autour du château. Joseph Robert l'a alors conduit à la Roche d'Oëtre où il se réfugia dans la grotte aux Fées.
Au bord du Val des Érables, un ruisseau se situant derrière l'ancien château médiéval du Logis, il y a une fontaine à laquelle la tradition attribue depuis très longtemps des propriétés bienfaisantes pour les malades. Cette source a bien failli être exploitée. En 1931, des travaux de canalisation ont d'ailleurs été réalisés. Une société composée en grande partie de médecins a même été créée. Des prélèvements officiels de l'eau avaient révélé qu'elle s'apparentait à celle de Bagnoles-de-l'Orne. L'eau de Ségrie est ainsi très peu minéralisée mais avec une légère radioactivité en plus. Dans les bois alentour, d'immenses constructions destinées aux futurs curistes étaient prévues. La société des eaux de Ségrie était persuadée des perspectives commerciales très intéressantes en France et à l'étranger. Mais, la station thermale de Bagnoles aurait tout fait pour que l'eau de la source du Val des Érables ne puisse lui faire de la concurrence. Ainsi, la fontaine de Ségrie est toujours restée secrète jusqu'à nos jours.

### Libération de Ségrie-Fontaine et de la région alentour en 1944
Lors de la bataille de Normandie, Les Britanniques franchissent l’Orne à Thury-Harcourt le 13 août, et approchent de Condé-sur-Noireau. Le 30e British Corps, commandé par le Lieutenant General Brian Horrocks, repousse inexorablement les forces allemandes au nord et à l’ouest de la poche. Le 16 août, les Britanniques sont aux portes de Falaise. Le generalfeldmarschall Günther von Kluge, chef du Heeresgruppe B, fait un exposé téléphonique de la situation au général Alfred Jodl, chef des opérations à l’Oberkommando der Wehrmacht. Sans attendre l’accord d'Hitler, von Klüge ordonne un retrait des armées allemandes à l’est de l’Orne, qui sera effectué en deux ou trois mouvements de nuit. La 5e Panzer-Armee tente de contenir l’avance alliée sur une ligne Falaise-Les Loges Saulces-Condé-sur-Noireau. Dans la même journée le 30e British Corps libère Pont-d'Ouilly, puis atteint Le Mesnil-Villement, repoussant les débris de la 277e division d'infanterie allemande. Ségrie-Fontaine est libéré le lendemain par le 43e Reconnaissance Regiment de la 43e Infantry Division.

### Abrogation de la commune intégrée dans une nouvelle commune en 2016
Le 1er janvier 2016, Ségrie-Fontaine a intégré, avec sept autres villages, la commune d'Athis-Val de Rouvre créée sous le régime juridique des communes nouvelles instauré par la loi no 2010-1563 du 16 décembre 2010 de réforme des collectivités territoriales. Les communes d'Athis-de-l'Orne, Bréel, La Carneille, Notre-Dame-du-Rocher, Ronfeugerai, Ségrie-Fontaine, Taillebois et Les Tourailles deviennent des communes déléguées et Athis-de-l'Orne est le chef-lieu de la commune nouvelle.

## Politique et administration
| Période                                  | Période       | Identité         | Étiquette | Qualité |
| ---------------------------------------- | ------------- | ---------------- | --------- | ------- |
| 1995                                     | décembre 2015 | Claudine Étienne | SE        |         |
| Les données manquantes sont à compléter. |               |                  |           |         |

Le conseil municipal était composé de onze membres dont le maire et deux adjoints. Ces conseillers intègrent au complet le conseil municipal d'Athis-de-l'Orne le 1er janvier 2016 jusqu'en 2020 et Claudine Étienne devient alors maire délégué.

## Démographie
En 2021, la commune comptait 401 habitants. Depuis 2004, les enquêtes de recensement dans les communes de moins de 10 000 habitants ont lieu tous les cinq ans (en 2007, 2012, 2017, etc. pour Ségrie-Fontaine) et les chiffres de population municipale légale des autres années sont des estimations.
Ségrie-Fontaine a compté jusqu'à 790 habitants en 1861.
| 1793 | 1800 | 1806 | 1821 | 1831 | 1836 | 1841 | 1846 | 1851 |
| ---- | ---- | ---- | ---- | ---- | ---- | ---- | ---- | ---- |
| 631  | 635  | 709  | 764  | 753  | 745  | 731  | 772  | 778  |

| 1856 | 1861 | 1866 | 1872 | 1876 | 1881 | 1886 | 1891 | 1896 |
| ---- | ---- | ---- | ---- | ---- | ---- | ---- | ---- | ---- |
| 767  | 790  | 759  | 741  | 708  | 633  | 615  | 561  | 527  |

| 1901 | 1906 | 1911 | 1921 | 1926 | 1931 | 1936 | 1946 | 1954 |
| ---- | ---- | ---- | ---- | ---- | ---- | ---- | ---- | ---- |
| 515  | 502  | 431  | 363  | 351  | 312  | 317  | 321  | 346  |

| 1962 | 1968 | 1975 | 1982 | 1990 | 1999 | 2007 | 2012 | 2017 |
| ---- | ---- | ---- | ---- | ---- | ---- | ---- | ---- | ---- |
| 404  | 444  | 497  | 498  | 453  | 419  | 403  | 416  | 405  |

| 2019 | - | - | - | - | - | - | - | - |
| ---- | - | - | - | - | - | - | - | - |
| 401  | - | - | - | - | - | - | - | - |

## Lieux et monuments
- L'église Sainte-Anne du XIXe siècle.

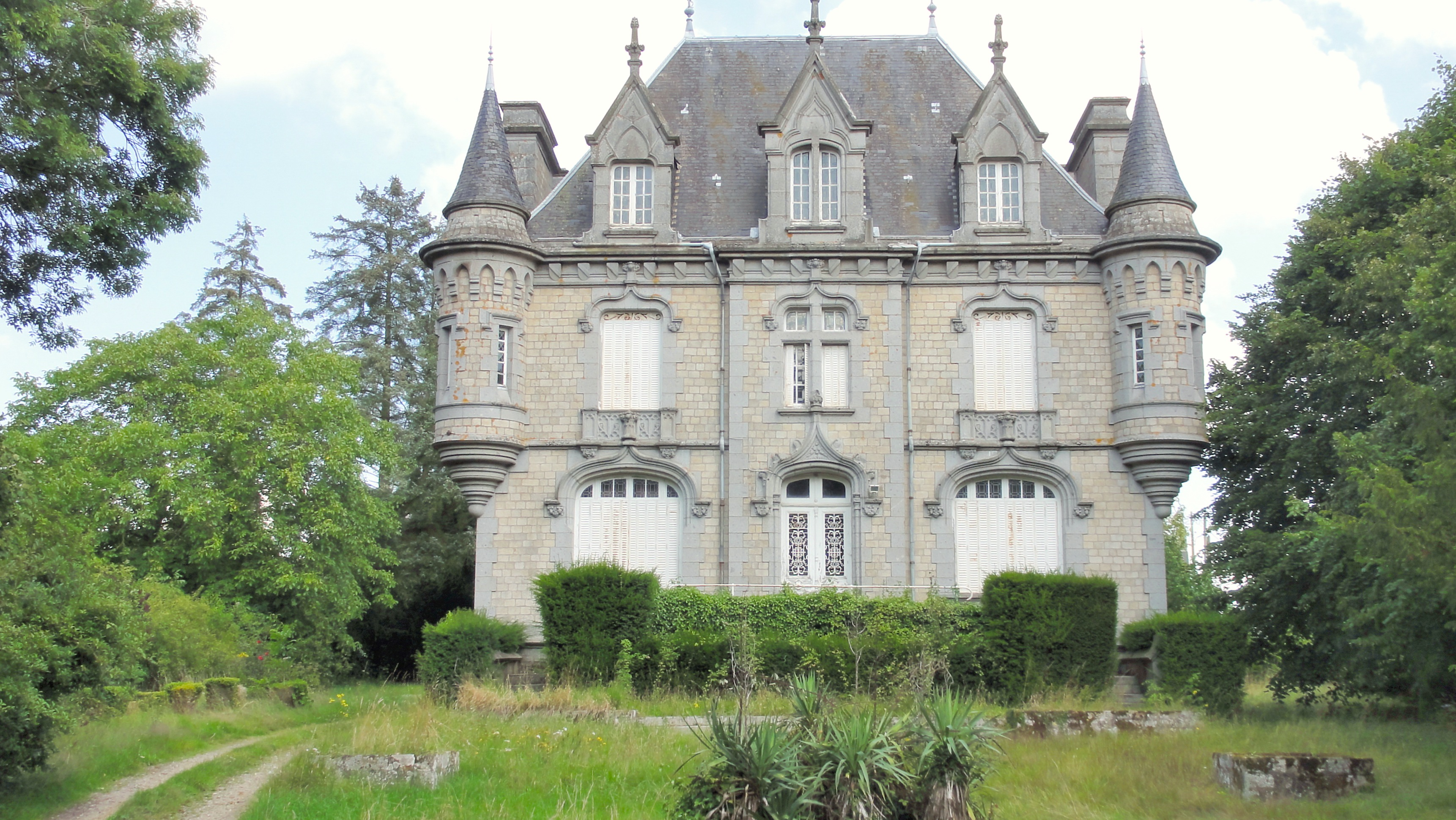
Le château de Ségrie-Fontaine.

- La Maison de la rivière et du paysage, anciennement la filature du Pont de Ségrie, est un centre d'initiation à l'environnement et un site touristique, situé à cheval sur les communes de Ségrie-Fontaine et Bréel, au bord de la Rouvre. Chaque année, plus de 20 000 visiteurs sont recensés sur cet espace géré par une association à but non lucratif : le CPIE des Collines normandes.
- Le château de Ségrie-Fontaine. À la fin de la Seconde Guerre mondiale, les Allemands ont emporté dans leur fuite l'escalier monumental en granit qui desservait la porte d'entrée principale. Il n'a jamais été remplacé depuis.
- Manoir du Logis du XVe siècle. Il n'en subsiste qu'un corps de ferme et une chapelle[14].

## Activité et manifestations
Le Foyer laïque est une association qui rayonne sur Ségrie-Fontaine et les communes (déléguées) environnantes. Elle existe depuis plus de 60 ans et compte environ 150 adhérents. Elle propose diverses activités à ses adhérents : judo, gym pilate, gym tonique, football ou encore randonnée. Elle dispose également d'une section pour ses ainés, baptisée Générations 3 et 4 et propose ponctuellement d'autres évènements sur la commune : concert, théâtre…

## Personnalités liées à la commune
- Alexandre Barrabé (1816-1897), maire de Rouen, fut notaire à Ségrie-Fontaine de 1842 à 1849.
- Émile Davout, dit Jacques Cailly (1877-1941), militant antisémite, est né à Ségrie-Fontaine ; son père, Pierre-Ferdinand Davout, en était le maire.
- Jean Adigard des Gautries (1889-1974), docteur ès Lettres, éminent spécialiste en toponymie, en anthroponymie, en onomastique, ex-maître de recherches au CNRS, il fut le créateur du drapeau normand à croix scandinave (surnommé croix de Saint-Olaf). Il a vécu dans la commune de 1963 à 1974.